# Солёновское сельское муниципальное образование
Солёновское сельское муниципальное образование — сельское поселение в Яшалтинском районе Калмыкии. Административный центр и единственный населённый пункт в составе поселения — село Солёное.

## География
Сельское поселение расположено в центральной части Яшалтинского района и граничит на северо-западе с Манычским, на западе — с Березовским, на юго-западе — с Веселовским, на юге — с Красномихайловским, на востоке — с Краснопартизанским, и Октябрьским СМО, на севере — с Ростовской областью. Северной границей СМО служит озеро Маныч-Гудило.

## Население
| 2002  | 2010  | 2011  | 2012  | 2013  | 2014  | 2015  |
| ----- | ----- | ----- | ----- | ----- | ----- | ----- |
| 2064  | ↘1736 | ↘1733 | ↘1705 | ↘1671 | ↘1629 | ↘1585 |
| 2016  | 2017  | 2018  | 2019  | 2020  | 2021  |       |
| ↘1558 | ↗1573 | ↘1538 | ↘1481 | ↘1438 | ↘1385 |       |